# Jerry Månsson
Max Jerry Månsson (1º febbraio 1972) è un ex calciatore svedese, di ruolo attaccante.

## Carriera

### Gli inizi
Månsson giocò per il Brommapojkarna dal 1991 al 1996, totalizzando 125 presenze e 47 reti nella Division 1, terzo livello del campionato svedese.

### L'approdo in Norvegia
Nel 1997, Månsson fu ingaggiato dai norvegesi del Viking. Esordì nell'Eliteserien il 13 aprile 1997, quando fu schierato titolare nel pareggio per 2-2 contro il Sogndal. Segnò le prime reti nella massima divisione locale in data 1º giugno, nella vittoria per 4-2 sul Bodø/Glimt, quando fu autore di una doppietta. Il 6 luglio siglò una tripletta nel successo per 4-0 sullo Skeid.
Nel 1998, venne ingaggiato dal Moss. Debuttò in squadra il 13 aprile 1998, impiegato come titolare nella vittoria per 0-1 in casa del Brann. Il 9 luglio arrivò la prima rete, nella sconfitta per 5-1 contro lo Haugesund. Rimase in squadra fino al termine del campionato 2000.

### Il ritorno in Svezia
Nel 2001, Månsson tornò in Svezia per vestire la casacca del Café Opera. Seguirono esperienze con le maglie di Assyriska e Brommapojkarna – intervallate da un ritorno al Café Opera. Giocò poi nelle divisioni inferiori locali, per Topkapi, Ängby e Råsunda, prima di ritirarsi.

## Statistiche

### Presenze e reti nei club
Statistiche aggiornate al 23 gennaio 2014.
| Stagione              | Club                  | Campionato            | Campionato | Campionato | Coppe nazionali | Coppe nazionali | Coppe nazionali | Coppe continentali | Coppe continentali | Coppe continentali | Supercoppe | Supercoppe | Supercoppe | Totale | Totale |
| Stagione              | Club                  | Comp                  | Pres       | Reti       | Comp            | Pres            | Reti            | Comp               | Pres               | Reti               | Comp       | Pres       | Reti       | Pres   | Reti   |
| --------------------- | --------------------- | --------------------- | ---------- | ---------- | --------------- | --------------- | --------------- | ------------------ | ------------------ | ------------------ | ---------- | ---------- | ---------- | ------ | ------ |
| 1991                  | Brommapojkarna        | D1                    | 7          | 2          | CS              | ?               | ?               | -                  | -                  | -                  | -          | -          | -          | ?      | ?      |
| 1992                  | Brommapojkarna        | D1                    | 28         | 8          | CS              | ?               | ?               | -                  | -                  | -                  | -          | -          | -          | ?      | ?      |
| 1993                  | Brommapojkarna        | D1                    | 24         | 3          | CS              | ?               | ?               | -                  | -                  | -                  | -          | -          | -          | ?      | ?      |
| 1994                  | Brommapojkarna        | D1                    | 18         | 3          | CS              | ?               | ?               | -                  | -                  | -                  | -          | -          | -          | ?      | ?      |
| 1995                  | Brommapojkarna        | D1                    | 22         | 13         | CS              | ?               | ?               | -                  | -                  | -                  | -          | -          | -          | ?      | ?      |
| 1996                  | Brommapojkarna        | D1                    | 26         | 18         | CS              | ?               | ?               | -                  | -                  | -                  | -          | -          | -          | ?      | ?      |
| 1997                  | Viking                | ES                    | 25         | 8          | CN              | 7               | 3               | -                  | -                  | -                  | -          | -          | -          | 32     | 11     |
| 1998                  | Moss                  | ES                    | 21         | 7          | CN              | ?               | ?               | -                  | -                  | -                  | -          | -          | -          | ?      | ?      |
| 1999                  | Moss                  | ES                    | 21         | 5          | CN              | ?               | ?               | -                  | -                  | -                  | -          | -          | -          | ?      | ?      |
| 2000                  | Moss                  | ES                    | 14         | 3          | CN              | ?               | ?               | -                  | -                  | -                  | -          | -          | -          | ?      | ?      |
| Totale Moss           | Totale Moss           | Totale Moss           | 56         | 15         |                 | ?               | ?               |                    | -                  | -                  |            | -          | -          | ?      | ?      |
| gen.-ago. 2001        | Café Opera            | S                     | 19         | 5          | CS              | ?               | ?               | -                  | -                  | -                  | -          | -          | -          | ?      | ?      |
| ago.-dic. 2001        | Assyriska             | S                     | 6          | 0          | CS              | ?               | ?               | -                  | -                  | -                  | -          | -          | -          | ?      | ?      |
| 2002                  | Café Opera            | S                     | 21         | 4          | CS              | ?               | ?               | -                  | -                  | -                  | -          | -          | -          | ?      | ?      |
| Totale Café Opera     | Totale Café Opera     | Totale Café Opera     | 40         | 9          |                 | ?               | ?               |                    | -                  | -                  |            | -          | -          | ?      | ?      |
| 2003                  | Brommapojkarna        | S                     | 26         | 2          | CS              | ?               | ?               | -                  | -                  | -                  | -          | -          | -          | ?      | ?      |
| 2004                  | Brommapojkarna        | S                     | 29         | 8          | CS              | ?               | ?               | -                  | -                  | -                  | -          | -          | -          | ?      | ?      |
| Totale Brommapojkarna | Totale Brommapojkarna | Totale Brommapojkarna | ?          | ?          |                 | ?               | ?               |                    | -                  | -                  |            | -          | -          | ?      | ?      |
| 2005                  | Topkapi               | D2                    | ?          | ?          | CS              | ?               | ?               | -                  | -                  | -                  | -          | -          | -          | ?      | ?      |
| 2006                  | Ängby                 | D3                    | ?          | ?          | CS              | ?               | ?               | -                  | -                  | -                  | -          | -          | -          | ?      | ?      |
| 2007                  | Råsunda               | D3                    | ?          | 14         | CS              | ?               | ?               | -                  | -                  | -                  | -          | -          | -          | ?      | ?      |
| Totale                | Totale                | Totale                | ?          | ?          |                 | ?               | ?               |                    | 9                  | 3                  |            | -          | -          | ?      | ?      |